# Arlberg

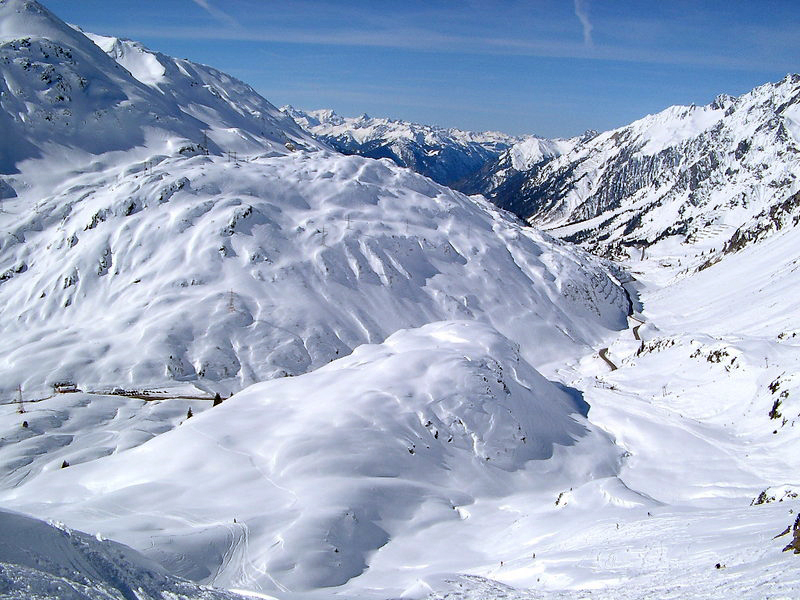
Carretera sobre el paso de Arlberg.

Alberg es una sierra situada entre Vorarlberg y el Tirol, en Austria.
La mayor cumbre es el «Valluga» con 2809 metros. El nombre Arlberg deriva de la tradición de los «Arlenburg», quienes se dice se establecieron en el lado tirolés de los pasos de Arlberg, a 1793 m s. n. m. Es un lugar popular y famoso por los resorts de ski, como Lech, Zürs, Stuben, St. Christoph y St. Anton.